# Chaptalia martii
Chaptalia martii là một loài thực vật có hoa trong họ Cúc. Loài này được (Baker) Zardini mô tả khoa học đầu tiên năm 1975.